# Fuck Off!
Fuck Off! är den amerikanska rapparen Shaggy 2 Dopes första soloalbum. Det är en EP och släpptes 1994.

## Låtlista
1. "Fuck Off!" (feat. Violent J) - 3:26
2. "Clown Luv" - 3:41
3. "I'm Not Alone" - 5:03
4. "3 Rings" (feat. Violent J) - 4:40